# Positive Money
«Positive Money» — некоммерческая правозащитная группа, базирующаяся в Лондоне и Брюсселе. Миссия «Positive Money» — продвижение справедливой, демократической и устойчивой экономики посредством реформ центральных банков и альтернативных инструментов денежно-кредитной политики. Ее нынешний исполнительный директор — геофизик Фрэн Боаит (Fran Boait).

## История
Компания «Positive Money» была основана в Лондоне Беном Дайсоном в 2010 году в ответ на мировой финансовый кризис 2008 года. В первые годы своего существования Positive Money сосредоточила свои усилия на пропаганде фундаментальной реформы денежной системы Великобритании («суверенная денежная система») и на повышении осведомленности о том, что процесс создания денег в основном управляется банковским сектором. Заявления о положительных деньгах были подтверждены Банком Англии в 2014 году путем публикации примечательной статьи, озаглавленной «Создание денег в современной экономике».
В 2013 году Фрэн Боаит стала исполнительным директором «Positive Money». Под руководством Боаит организация расширила сферу своей деятельности и диверсифицировала спектр своих предложений, включив более прагматичные шаги, такие как введение цифровой валюты, и различные формы предложений денежного финансирования, такие как «народное количественное смягчение» или «вертолетные деньги» и «зеленое количественное смягчение». «Positive Money» также приняла новую тактику, включающую проведение митингов перед Банком Англии и создание петиций. В 2013 году «Positive Money» инициировала Международное движение за денежную реформу, всемирную сеть организаций-единомышленников.
В 2015 году компания «Positive Money» начала свою международную экспансию, запустив общеевропейскую кампанию «Количественное смягчение для людей». Компания «Positive Money» была зарегистрирована в качестве лоббистской группы в учреждениях ЕС в Брюсселе, а в 2018 году она официально создала «Positive Money Europe» для управления кампаниями группы в отношении Европейского центрального банка и Европейского парламента. В декабре 2019 года «Positive Money Europe» смогла встретиться с президентом ЕЦБ Кристин Лагард, и работа компании была высоко оценена бывшим главным экономистом ЕЦБ Питером Претом.
В 2016 году основатель «Positive Money» Бен Дайсон присоединился к Банку Англии в качестве исследователя и продолжил работу над цифровой валютой центрального банка.
В начале 2021 года компания «Positive Money» одержала крупную победу с объявлением о том, что Банку Англии будет предоставлена возможность «озеленить» свою программу корпоративного количественного смягчения.

## Инициативы

### Суверенные деньги
Историческое основополагающее предложение «Positive Money» — введение «суверенной денежной системы». При такой реформе частные банки будут лишены возможности создавать деньги, предоставляя кредит экономике. В свою очередь, Банк Англии восстановит монополию на создание денег, финансируя государственный бюджет или распределяя дивиденды среди граждан (вариант «вертолётных денег»). Группа отрицает любую связь своей деятельности с «современной денежной теорией».
Хотя предложение «Positive Money» похоже на полное банковское резервирование или «узкую банковскую систему», оно отличается тем, что объединяет банковские депозиты и деньги центрального банка. Как пояснил бывший исследователь «Positive Money» Франк ван Лервен: «В системе суверенных денег больше нет раздельного обращения денег, есть только одно интегрированное количество денег, обращающихся как между банками, так и небанковскими организациями». Вице-президент ЕЦБ Витор Констанцио считает, что предложение «Positive Money» «не обеспечит достаточного финансирования для инвестиций и роста».

### Другие инициативы
С годами «Positive Money» расширила свою повестку дня в сторону более краткосрочных предложений, таких как:
- Финансово-денежное сотрудничество: организация предлагает различные способы направления денег, созданных центральными банками, на государственные расходы и инвестиции.
- Реформирование системы управления и подотчетности Банка Англии[25][26] и Европейского центрального банка.[27]
- Экологизация денежно-кредитной политики: приведение денежно-кредитной политики в соответствие с целями изменения климата[28][29][30][31] посредством реформ системы обеспечения центрального банка или форм кредитного руководства, таких как введение «зеленых» целевых долгосрочных операций рефинансирования.[32]
- Цифровая валюта: организация предлагает внедрить цифровую валюту центрального банка[33] в Великобритании и поддерживает введение ЕЦБ цифрового евро.